# Gibraltar United FC
 Gibraltar United FC is een Gibraltarese voetbalclub.

## Geschiedenis
De club werd in 1943 ten tijde van de Tweede Wereldoorlog opgericht. De club won elf keer de titel en in 2011 fuseerden ze met Lions FC tot Lions Gibraltar FC. In 2014 splitste de club zich terug af van de Lions en begon opnieuw in de tweede klasse. Ze werden meteen kampioen en maakte zo de terugkeer op het hoogste niveau. 

## Erelijst
- Premier Division

1947, 1948, 1949, 1950, 1951, 1954, 1960, 1962, 1964, 1965, 2002
- Rock Cup

1947, 1999, 2000, 2001